# Лордкіпанідзе Грігол

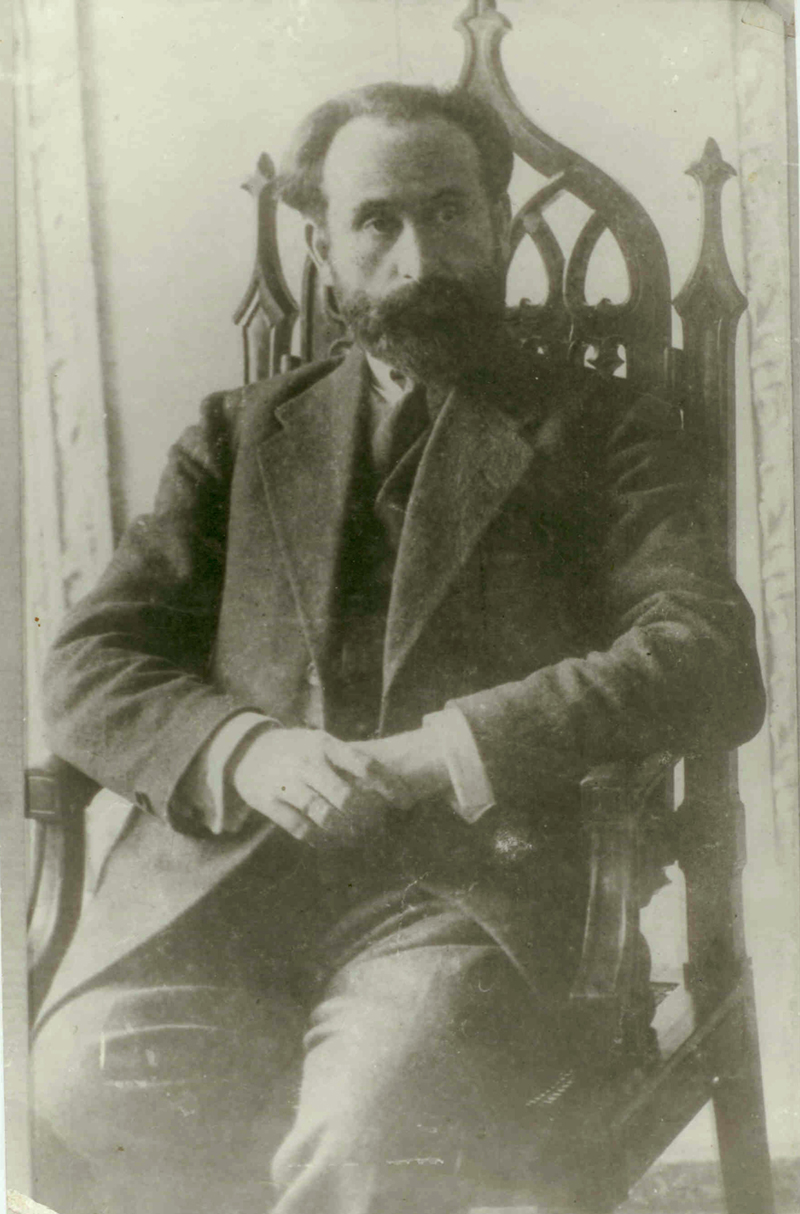

Грігол Лордкіпанідзе (груз. გრიგოლ ლორთქიფანიძე; нар. 2 вересня 1881, Ісріт (нині Ванський муніципалітет, Імереті) — 2 вересня 1937, Тбілісі, Грузинська РСР, СРСР) — грузинський політичний діяч, письменник.

## Життєпис
Закінчив гімназію в Кутаїсі, вчився в Новоросійському університеті на медичному факультеті. За участь у революційній діяльності був виключений і висланий, після повернення з трирічної висилання вступив на історико-філологічний факультет.
Група грузинських соціал-демократів, до якої належав Лордкіпанідзе, в основному не прийняла більшовицький Жовтневий переворот 1917 року. Лордкіпанідзе повернувся в незалежну Грузію, де в уряді Ноя Жорданія займав у різний час пости міністра освіти, міністра оборони, заступника голови уряду.
17 березня 1921 року в Кутаїсі у ході Радянсько-грузинської війни та загрози відторгнення до Туреччини частини грузинських земель уклав перемир'я, яке з радянської сторони підписав Авель Єнукідзе, а 18 березня — угоду, що загалом дозволило Червоній армії зайняти Батумі.
На відміну від інших членів уряду, не виїхав в еміграцію. Незважаючи на обіцяну більшовиками амністію, вже в травні 1921 року був арештований і вивезений до Москви і потім в Суздаль, до Суздальської монастирської в'язниці, де написав свій основний історичний твір — «Думки про Грузію» («груз. ფიქრები საქართველოზე», 1922–1924). В 1925 році був переведений в Курськ, де займався освітньою діяльністю і редагував місцеву газету.
В 1928 році отримав дозвіл повернутися в Грузію, де знову почав виявляти критичне ставлення до політики радянської влади, зокрема до насильницької колективізації і об'єднання трьох республік в Закавказьку РФСР. В 1929 році висловив свої думки в адресованих Сталіну привітаннях з ювілеєм і був знову заарештований і засланий в Сибір. В 1937 році за розпорядженням Берії був привезений для допиту в Тбілісі, де був підданий катуванням і 2 вересня помер. Рідні Лордкіпанідзе дізналися про його долю тільки наприкінці 1950-х років, місце його поховання досі невідоме.

## Сім'я
- Дружина: Любов Авраменко
- Діти:
  - син: Темураз Лордкіпанідзе